# Claycomo, Missouri
Claycomo, Missouri (енгл. Claycomo) град је у америчкој савезној држави Мисури.

## Демографија
По попису из 2010. године број становника је 1.430, што је 163 (12,9%) становника више него 2000. године.
| Група             | 2000.         | 2010.         |
| Белци             | 1.177 (92,9%) | 1.319 (92,2%) |
| Афроамериканци    | 29 (2,3%)     | 12 (0,8%)     |
| Азијати           | 9 (0,7%)      | 8 (0,6%)      |
| Хиспаноамериканци | 30 (2,4%)     | 71 (5,0%)     |
| Укупно            | 1.267         | 1.430         |